# Гассе, Карл Эвальд
Карл Э́вальд Га́ссе (нем. Karl Ewald Hasse; 23 июня 1810, Дрезден — 26 сентября 1902, Ганновер) — немецкий врач, профессор патологии.

## Биография
Карл Эвальд Гассе изучал медицину в университетах Дрездена и Лейпцига. В 1833 году получил докторскую степень. Кроме того был личный врачом графа Строганова. После учебных поездок в Париж и Вену Гассе вернулся в Лейпциг. В 1836 году защитился в Лейпциге и стал прозектором. В 1839 году он стал выдающимся профессором патологической анатомии в Лейпциге. В 1844 году он был назначен в Цюрихе медицинским директором кантональных больниц и профессором медицинской клиники и патологии. В 1846/47 был ректором университета. В 1852 году он получил звание профессора по специальной патологии в медицинской клинике в Гейдельберге. Вильгельм Вундт был его ассистентом здесь в 1856 году. В том же году Гассе отправился в Гёттинген с такой же должностью, где до 1878 года работал директором медицинской клиники; Роберт Кох был там его учеником. После ухода на пенсию в 1880 году Карл Эвальд Гассе переехал в Хамельн, а затем в Ганновер. Там получил титул советника тайного суда.

## Труды
- Анатомическое описание заболеваний органов кровообращения и дыхания. Лейпциг 1841, англ. 1846
- Заболевания нервной системы. Эрланген 1855, 2-е издание 1868
- Воспоминания из моей жизни (рукопись). 1893